# Siennesis de Xipre
Siennesis (en llatí Syennesis, en grec Συέννεσις) fou un metge grec nascut a Xipre.
Va viure no més tard del segle iv aC, ja que el menciona Aristòtil que va viure en aquell mateix segle, i que cita entre els seus escrits un passatge de Siennesis sobre l'origen de les venes. Aquest fragment forma part del llibre De Ossium Natura, que recull textos de diferents autors i està inclòs al Corpus hipocràtic.